# Medalla Milagrosa (subte de Buenos Aires)
Medalla Milagrosa es una estación de la línea E de la red de subterráneos de la Ciudad de Buenos Aires. Se encuentra ubicada debajo de la Autopista 25 de Mayo y su intersección con la Avenida Eva Perón y la calle Dávila, en el barrio de Parque Chacabuco.
La estación fue inaugurada el 27 de noviembre de 1985, pocos días más tarde que la siguiente estación Varela. Recibe su nombre por encontrarse en proximidades a la iglesia y colegio parroquial homónimos.
Posee una tipología subterránea con 2 andenes laterales y dos vías. Un vestíbulo superior con 1 acceso y escaleras mecánicas.
Es una de las estaciones menos utilizadas de toda la red. En el año 2018 registró 597.000 pasajeros siendo la menos usada, en el año 2023, post pandemia registro un número aún menor, 461.222 pasajeros, siendo solo superada por Jujuy de la misma línea. Aunque esta estación presente combinación con la línea H (estación Humberto 1°), esta estación fue cerrada desde el lunes 10 de abril hasta el lunes 14 de agosto de 2023. (agregar referencia)

## Decoración
La estación cuenta con dos murales en su vestíbulo tituladas Rogad por nosotros y Medalla Milagrosa, del autor Santiago García Sáenz, uno sobre un andén titulado La emancipación de los trabajadores ha de ser obra de los trabajadores mismos del autor Alexis Minkiewicz, donado en 2014 por la Asociación del Personal de Organismos de Control Externo (APOC) y once obras de carácter religioso del artista Jorge Martorell realizadas en 2015.
Como las otras estaciones inauguradas en la misma época está revestida con azulejos color ocre con dos bandas longitudinales marrones.

## Hitos urbanos
Se encuentran en las cercanías de esta:
- Autopista 25 de Mayo
- Centro de Atención Barrial N.º 4 y 31
- Plaza de la Misericordia
- Calesita de la Plaza Misericordia
- Plaza Simón Bolívar
- Escuela Primaria Común N.º 7 Tte. Manuel Félix Origone
- Instituto Superior de Educación Física N.º 2 Prof. Federico Williams Dickens
- Escuela Primaria Común N.º 24 Dr. Pedro Avelino Torres
- Biblioteca Mariano Pellizza
- Instituto Medalla Milagrosa
- Iglesia de Nuestra Señora de la Medalla Milagrosa

## Imágenes

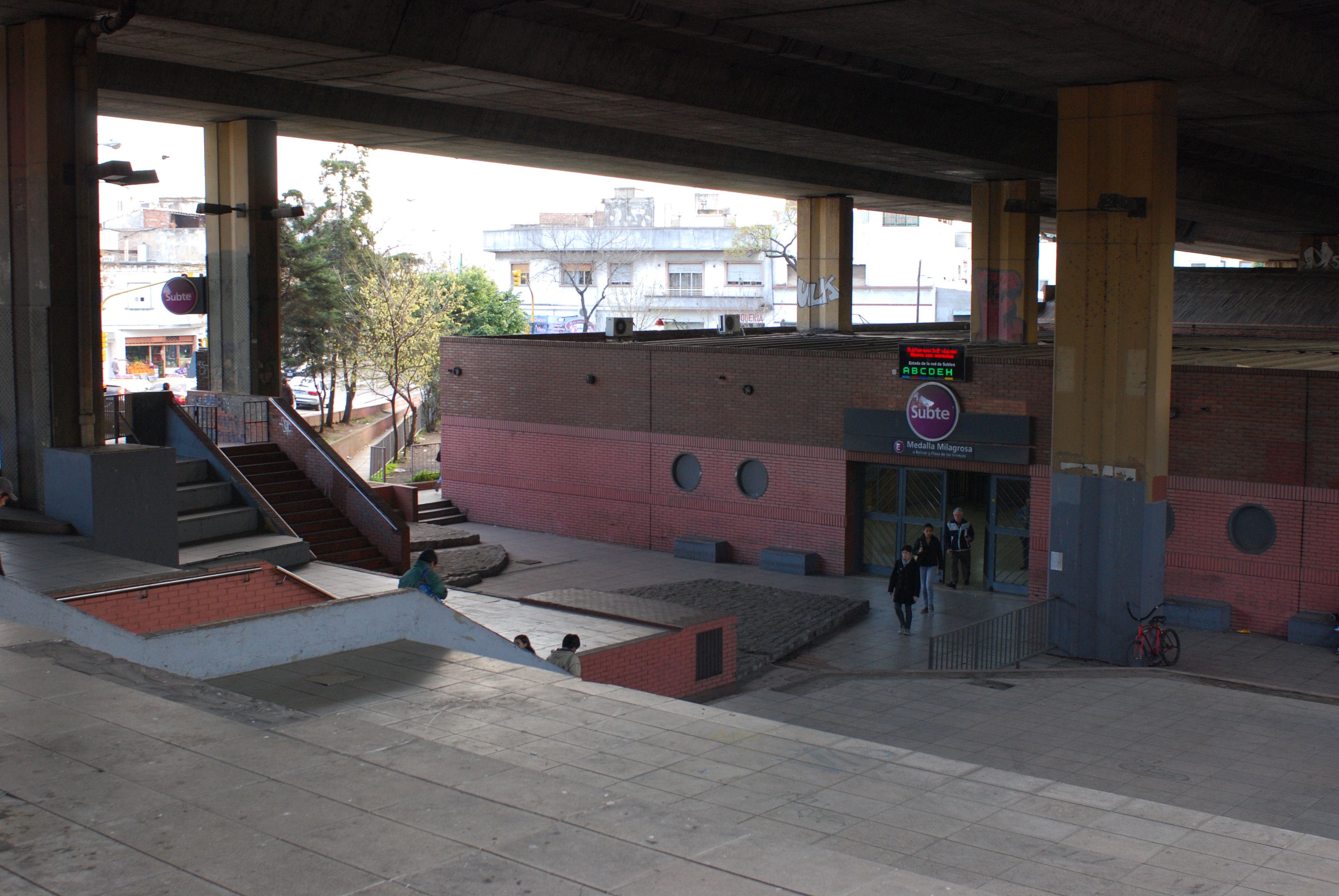
Acceso a la estación
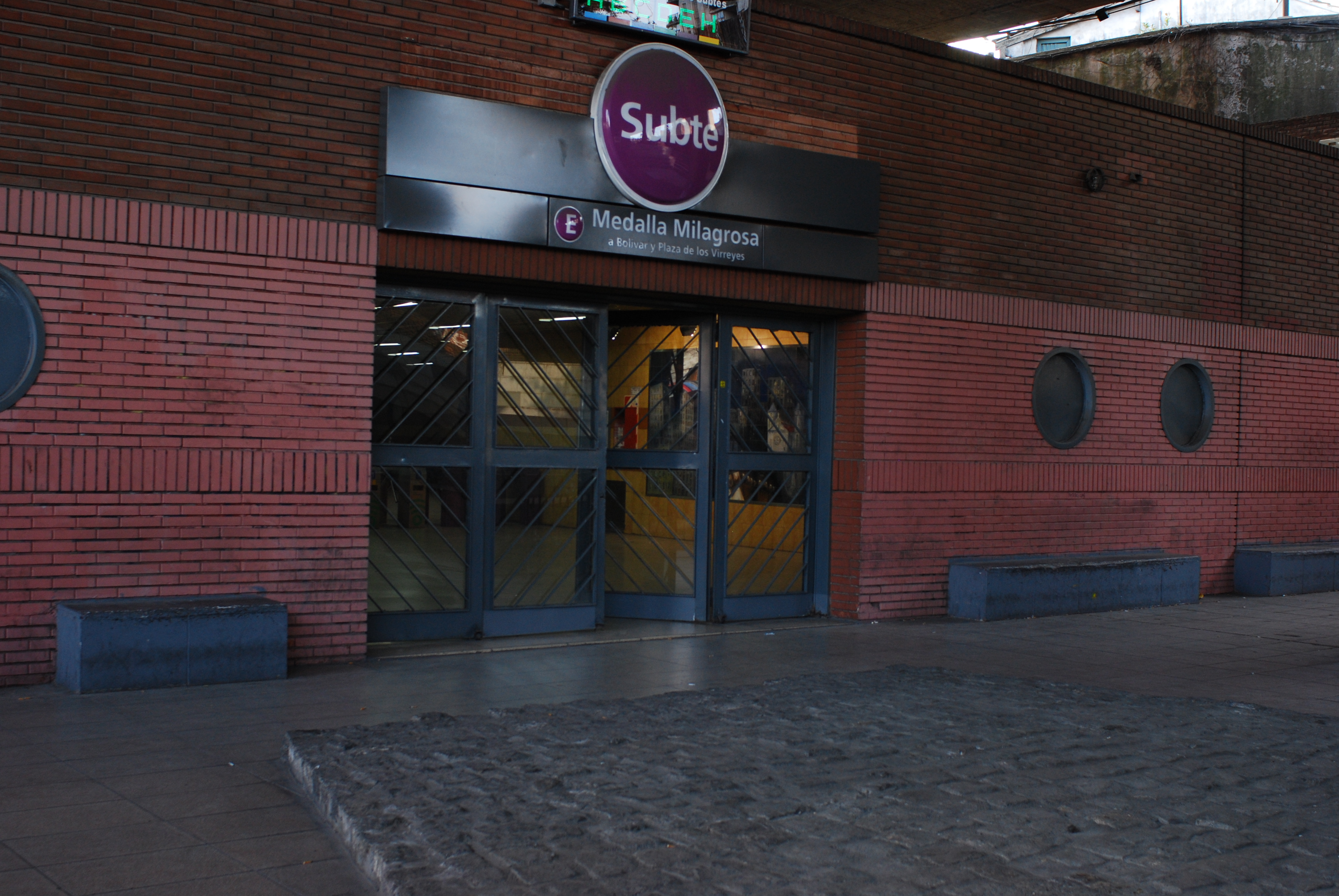
Acceso a la estación
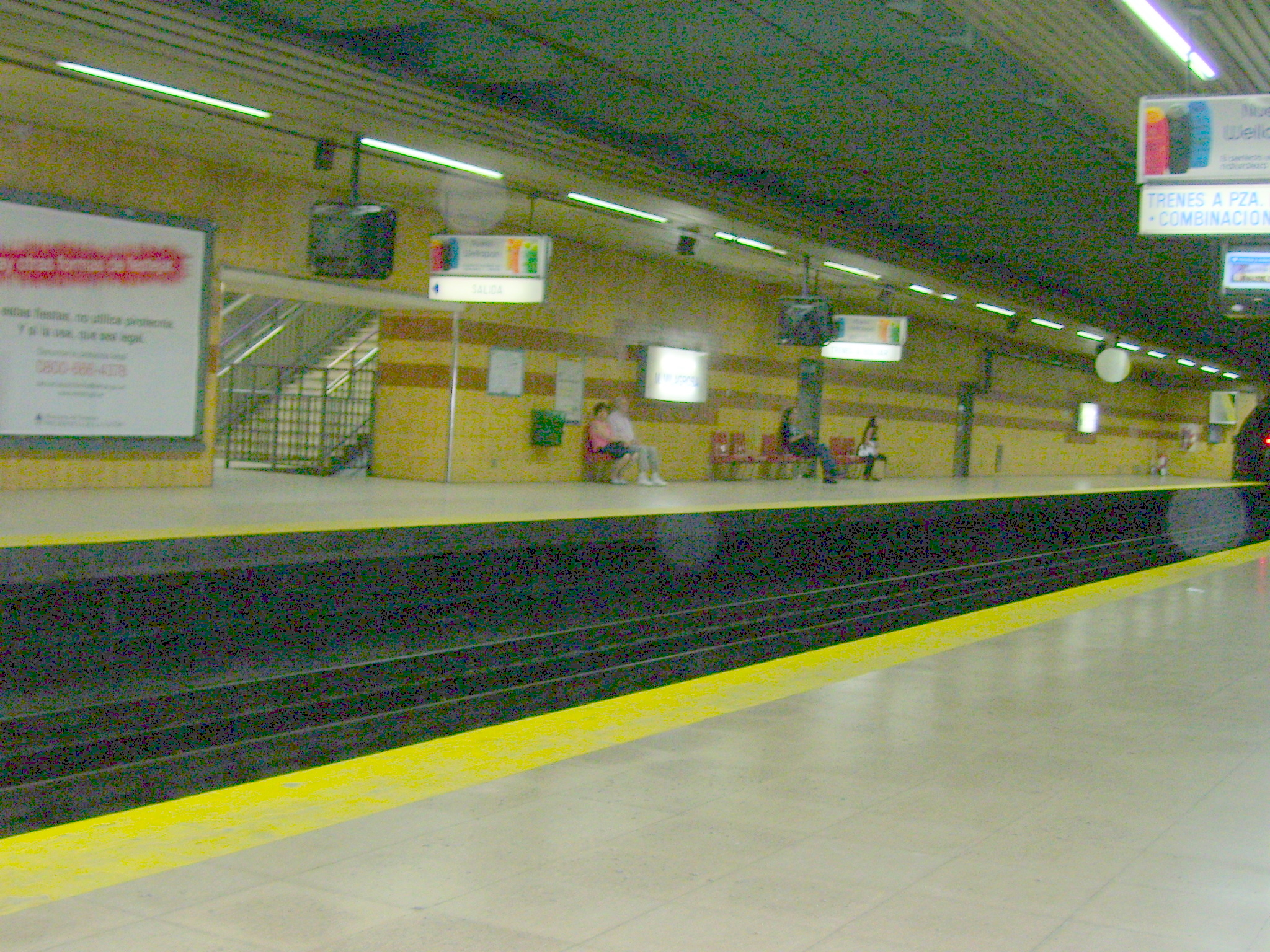
Andén de la estación
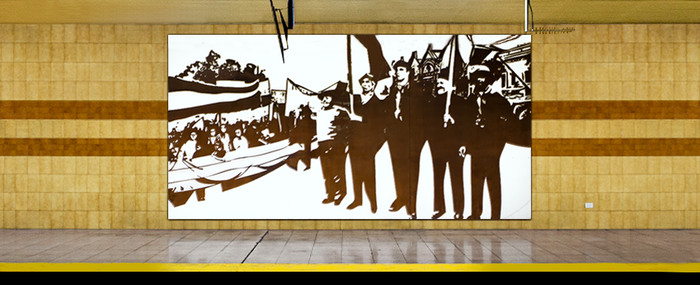
Mural sobre el andén